# 弱可测函数
在数学中，特别是泛函分析中，如果一个在巴拿赫空间中取值的函数与其所在空间的对偶空间中的任意元素的复合是一般（强）意义下的可测函数，则该函数是弱可测函数。 对于可分空间，弱可测性和强可测性的概念是一致的。

## 定义
(X,Σ)是一个可测空间，并且B是域K（通常是实数空间R或复数空间C）上的巴拿赫空间，如果函数f:X→B满足如下条件，对于任意连续线性泛函g:B→K，函数
{\displaystyle g\circ f\colon X\to \mathbf {K} \colon x\mapsto g(f(x))}
是关于Σ和K上一般的波莱尔σ代数的可测函数，则f被称为是弱可测的。
概率空间上的可测函数通常被称为随机变量（或随机向量，如果它在例如巴拿赫空间B的向量空间中取值）。因此，作为上述定义的特殊情形，如果(Ω,Σ,P)是一个概率空间，如果函数Z:Ω→B满足，对于任意连续线性泛函g:B→K，函数
{\displaystyle g\circ Z\colon \Omega \to \mathbf {K} \colon \omega \mapsto g(Z(\omega ))}
是在一般意义下的关于Σ和K上一般的波莱尔σ代数的K值随机变量（即可测函数），则函数Z被称为（B值）弱随机变量（或弱随机向量）。

## 性质
可测性和弱可测性之间的关系由如下给出，被称为Pettis定理或Pettis可测性定理。

如果存在子集N⊆X有测度μ(N)=0使得f(X\N)⊆B是可分的，则函数f被称为几乎必然可分值的（或本性可分值的）。

定理（Pettis）：一个函数f:X→B定义在在测度空间(X,Σ,μ)上在巴拿赫空间B中取值，它是（强）可测的（关于Σ上的波莱尔σ代数）当且仅当它是弱可测的且几乎必然可分值的。

在B可分的情形下，由于可分巴拿赫空间的任何子集本身是可分的，所以可以取上述N为空集，由此可知当B可分时弱可测性和强可测性的概念一致。